# Apòcrits
Els apòcrits (Apocrita) són un subordre d'insectes himenòpters, que inclou nombroses famílies, comprenent vespes, abelles i formigues. Són les formes més avançades dels himenòpters. Els apòcrits es divideixen tradicionalment en dos grups sense categoria: Parasitica i Aculeata.

## Característiques
El fet més destacat i que els diferencia clarament de l'altre subordre d'himenòpters, els símfits, és la presència d'una estreta cintura que separa els tòrax de l'abdomen. L'ovipositor o oviscapte de la femella és retràctil, i en algunes espècies s'ha convertit en un fibló emprat com a mecanisme de defensa. Les larves no tenen potes, i es crien en un niu o com paràsits d'un hoste.

## Parasitica
Els parasítics (Parasitica) són un grup parafilètic que inclou la majoria dels himenòpters, i és un grup compost per espècies paràsites d'altres insectes. Els parasítics ponen els seus ous dins d'un altre insecte (siga un ou, una larva o una crisàlide) i les larves paràsites creixen i es convertix dins d'eixe amfitrió. La majoria són xicotets, amb l'oviscapte adaptat per a la perforació i inclusió de l'ou dins l'hoste; en alguns d'estos les larves paràsites induïxen una metamorfosi prematura, mentre que en altres la prolonguen. L'hoste mor quan els paràsits s'acosten a la maduresa.
Hi ha espècies que són paràsites d'altres paràsits. Molts himenòpters paràsits s'utilitzen com a agents de control biològics per a controlar insectes com mosques i corcs. L'himenòpter adult continua amb la seua forma de vida lliure.

## Aculeata
Els aculeats (Aculeata) són un clade que inclou les espècies en les quals l'oviscapte de la femella es transforma en un fibló; s'hi inclouen les formigues, les abelles i les vespes. En els apòcrits solitaris (no socials), les larves s'alimenten amb la presa (paralitzada) capturada o poden ser alimentades amb pol·len i nèctar.

## Famílies i superfamílies
El subordre dels apòcrits compren 14 superfamílies i 72 famílies. La més diversificada és la superfamília Chalcidoidea, amb 20 famílies.

### Stephanoidea
- Stephanidae

### Sphecoidea
- Sphecidae

### Trigonalyoidea
- Trigonalyidae

### Megalyroidea
- Megalyridae

### Evanioidea
- Aulacidae
- Evaniidae
- Gasteruptiidae

### Ceraphronoidea
- Ceraphronidae
- Megaspilidae

### Proctotrupoidea
- Austroniidae
- Diapriidae
- Heloridae
- Monomachidae
- Pelecinidae
- Peradeniidae
- Platygastridae
- Proctotrupidae
- Renyxidae
- Roproniidae
- Scelionidae
- Vanhorniidae

### Cynipoidea
- Cynipidae
- Figitidae
- Ibaliidae

### Chalcidoidea
- Agaonidae
- Aphelinidae
- Chalcidae
- Elasmidae
- Eucharitidae
- Eulophidae
- Eupelmidae
- Eurytomidae
- Leucospidae
- Mymaridae
- Mymarommatidae
- Omyridae
- Perilampidae
- Pteromalidae
- Rotoitidae
- Signiphoridae
- Tanaostigmatidae
- Tetracampidae
- Torymidae
- Trichogrammatidae

### Ichneumonoidea
- Braconidae
- Ichneumonidae

### Chrysidoidea
- Bethylidae
- Chrysididae
- Dryinidae
- Embolemidae
- Plumariidae
- Sclerogibbidae
- Scolebythidae

### Apoidea

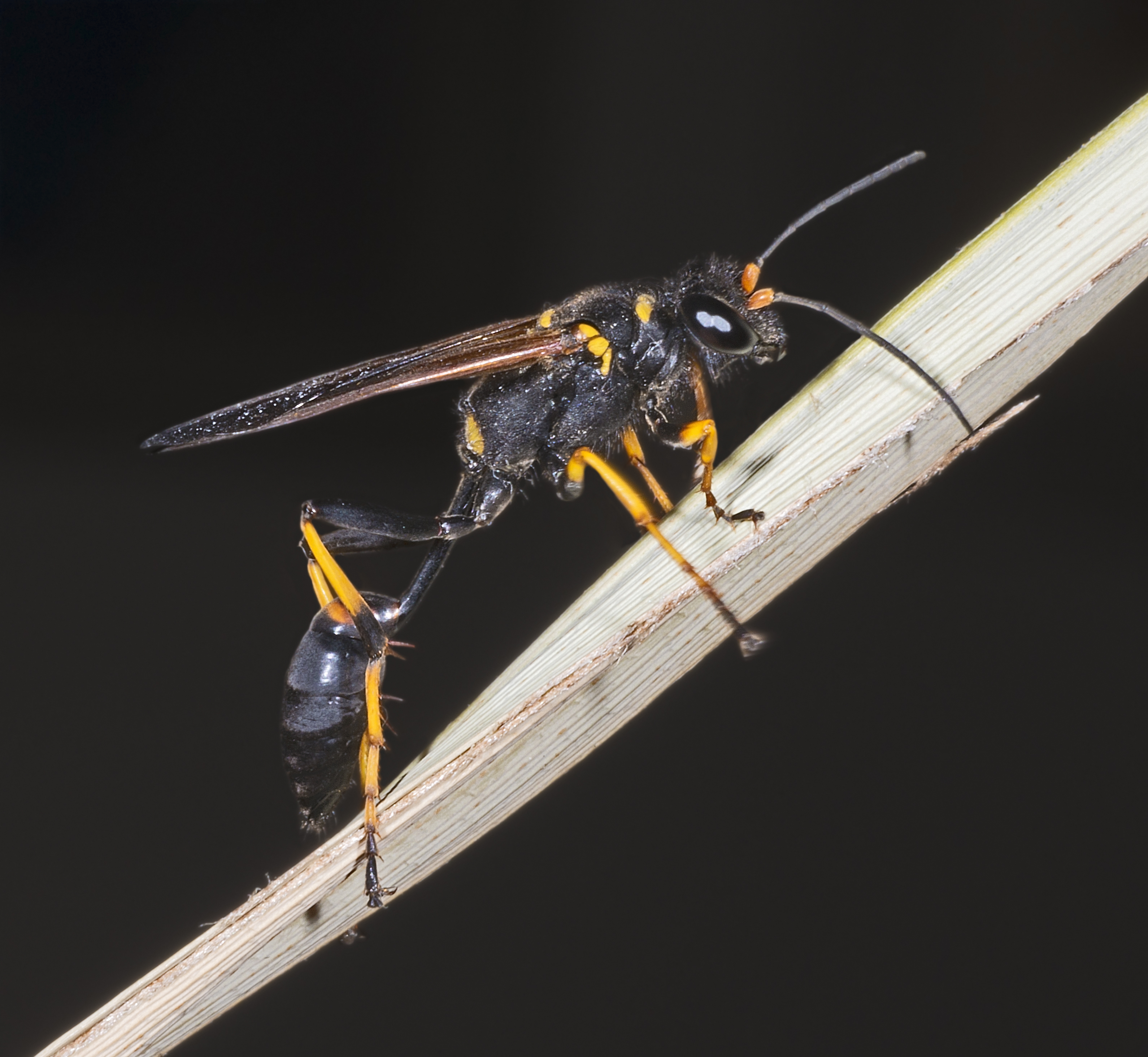
Sceliphron caementarium, un apoid de la familia Sphecidae i del gènere Sceliphron.

- Ampulicidae
- Apidae
- Colletidae
- Andrenidae
- Halictidae
- Anthophoridae
- Megachilidae
- Crabronidae
- Heterogynaidae
- Sphecidae

### Vespoidea
- Bradynobaenidae
- Formicidae
- Mutillidae
- Pompilidae
- Rhopalosomatidae
- Sapygidae
- Scoliidae
- Sierolomorphidae
- Tiphiidae
- Vespidae

### Platygasteroidea
- Platygastridae
- Scelionidae